# Coupe pentagonale de la pyramide régulière à base carrée
 (août 2015).
Si vous disposez d'ouvrages ou d'articles de référence ou si vous connaissez des sites web de qualité traitant du thème abordé ici, merci de compléter l'article en donnant les références utiles à sa vérifiabilité et en les liant à la section « Notes et références ».

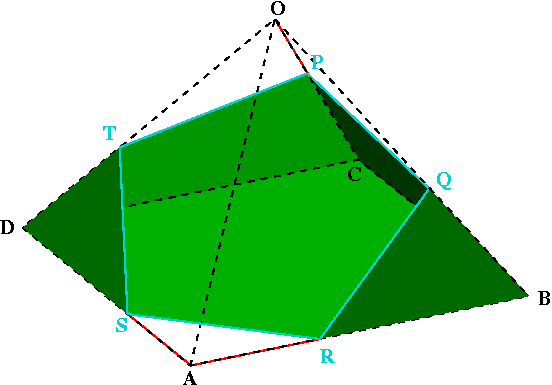
Coupe pentagonale régulière d'une pyramide régulière à base carrée.

En géométrie, il est possible d'opérer une coupe pentagonale régulière de la pyramide régulière à base carrée. Une telle coupe est représentée sur la figure ci-contre.

## Problématique
Dans l'espace euclidien, on considère une pyramide régulière (toutes ses arêtes sont de même longueur) à base carrée. Il existe alors un plan dont l'intersection avec la pyramide est un pentagone régulier, c'est-à-dire dont tous les côtés sont de même longueur.

## Propriétés de la coupe pentagonale
On note ABCDO la pyramide dont le sommet est O. Le pentagone est noté PQRST où P est situé sur [OC], Q sur [OB], R sur [AB], S sur [AD] et T sur [OD].
Si {\displaystyle a} est la longueur des arêtes de la pyramide, alors :
- le pentagone a pour côtés (en turquoise sur la figure) :
{\displaystyle PQ=QR=RS=ST=TP=(3-{\sqrt {5}})a{\sqrt {2}}/2} ;
- les cinq sommets du pentagone (en rouge sur la figure) sont situés à la même distance du sommet de la pyramide le plus proche, à savoir
{\displaystyle AR=AS=OP=BQ=TD=PQ/{\sqrt {2}}=(3-{\sqrt {5}})a/2}.

## Généralisation de la propriété
Une propriété similaire existe pour le tétraèdre régulier, dont une section est un carré. En revanche, il n'existe pas de coupe hexagonale régulière de la pyramide régulière à base pentagonale.
Plus généralement, si l'on considère une pyramide régulière dont la base est un polygone régulier à n côtés et qu'il existe une section plane (n + 1)-gonale régulière, alors
- soit n = 3 (tétraèdre) ;
- soit n = 4 (pyramide à base carrée).